# Notropis nazas
Notropis nazas är en fiskart som beskrevs av Meek, 1904. Notropis nazas ingår i släktet Notropis och familjen karpfiskar. Inga underarter finns listade i Catalogue of Life.